# Slepnev - et familieportræt
Slepnev - et familieportræt er en dokumentarfilm instrueret af Jenö Farkas, der har skrevet manuskript sammen med Erik Weir.

## Handling
Portrættet af en sovjetisk familie er samtidig en gennemgang af landets dramatiske historie, som den har formet sig gennem tre generationer. Slepnev var pilot og blev i trediverne folkehelt, da han var med til at redde 104 mennesker fra fryse- og druknedøden. Det danskbyggede skib Tjeljuskin sad fast i den russiske is – og Stalin reddede ansigt ved at gøre en heltehistorie ud af redningen. Slepnevs kone, der er filmens hovedfortæller, blev primaballerina ved Bolsjoj-teatret, og hendes datter blev ligeledes nationalhelt efter at have vundet flere guldmedaljer ved atletikstævner for døve. Hendes børn er gået forskellige veje: Datteren er skolelærerinde, sønnen rockmusiker og tatovør. Filmen blander arkivoptagelser med optagelser fra i dag.